# Fischer Weltgeschichte
Die Fischer Weltgeschichte ist eine zwischen den Jahren 1965 und 1983 in der Fischer-Bücherei im Fischer Taschenbuchverlag erschienene Gesamtdarstellung zur Weltgeschichte in 36 Bänden. Sie behandelt den Zeitraum von der Urgeschichte bis in die Zeit nach dem Zweiten Weltkrieg.
Seit 2012 erscheint als Nachfolgereihe die Neue Fischer Weltgeschichte.

## Überblick zurFischer Weltgeschichte
Die Fischer Weltgeschichte wurde nach einem neuen Konzept des Verlegers Gottfried Bermann Fischer erstellt, der schließlich den französischen Philologen und Hermeneutiker Jean Bollack als Herausgeber der Reihe gewinnen konnte. In diesem Konzept sollte nicht mehr die Ereignisgeschichte dominieren (obwohl auch dieser teils breiter Raum zugestanden wurde), sondern auch der Wirtschafts- und Sozialgeschichte gebührend Rechnung getragen werden. Das zweite Merkmal ist die Darstellung der Weltgeschichte durch ein internationales Autorenkollektiv: Während manche Bände nur oder hauptsächlich von ein oder zwei Autoren verfasst wurden, waren für andere mehrere Autoren verantwortlich. Zu den teils sehr namhaften Autoren gehören Hermann Bengtson, Pierre Grimal, Jean Bottéro, Moses I. Finley und Fergus Millar, die Beiträge für den Bereich Altertum beisteuerten. Jacques Le Goff verfasste Band 11 über das Hochmittelalter (er gehörte ebenso wie die Verfasser von Band 10 und 12 zur Annales-Schule), Wolfgang J. Mommsen wiederum widmete sich dem Zeitalter des Imperialismus und Reinhart Koselleck beschäftigte sich mit den „europäischen Revolutionen“. Herbert Franke war Mitautor des China-Bandes, während Claude Cahen einen der beiden Islam-Bände verfasste. Insgesamt waren über 80 Fachwissenschaftler an der Erstellung des Werks beteiligt, das von vornherein als Taschenbuchreihe angelegt war.
Gerade die Bände, die sich mit den (nach dem europäischen Verständnis) „Randzonen“ der Weltgeschichte befassen (China, Japan, Indien oder Zentralasien), stellten seinerzeit Desiderate im deutschsprachigen Raum dar. Die auf ihren Gebieten sehr angesehenen Autoren bürgen im Allgemeinen für kompetente, nach wissenschaftlichen Standards verfasste Darstellungen; die Beiträge wurden teilweise mit Anmerkungsapparaten versehen. Jahrzehnte nach ihrem Entstehen können sie freilich nicht mehr repräsentativ für die moderne Forschung sein, womit die Fischer Weltgeschichte wenigstens in Teilen überholt ist. Dennoch liefert sie auch heute noch eine insgesamt zuverlässige und faktenreiche Gesamtdarstellung.
Das Werk wurde in verschiedenen Besprechungen sehr positiv bewertet, was auch zahlreiche Nachdrucke belegen. Unter dem Titel Weltbild Weltgeschichte erschien im Jahr 2000 eine inhaltlich identische Neuausgabe. Seit 2004 ist die Edition auch als E-Book erhältlich (Digitale Bibliothek, Band 119).

## Bände derFischer Weltgeschichte
Jeweils mit erstem Erscheinungsdatum:
- Band 1: Vorgeschichte, Hrsg. und Autoren: Marie-Henriette Alimen, Marie-Joseph Steve, Autoren neben Alimen und Steve: Cornelius Ankel, Anthony John Arkell, Lionel Balout, François Bordes, Vadim Elisseeff, Marija Gimbutas, Jean-Jacques Hatt, Denise Ferembach, Karl Jettmar, Vassos Karageorghis, Diana Kirkbride, Gustav Heinrich Ralph von Koenigswald, Annette Laming-Emperaire, Louis Leakey, Raymond Mauny, Marc-R. Sauter, Gordon R. Willey, 1966.
- Band 2: Die altorientalischen Reiche I: Vom Paläolithikum bis zur Mitte des 2. Jahrtausends, Hrsg.: Elena Cassin, Jean Bottéro, Jean Vercoutter, Autoren: Dietz-Otto Edzard, Adam Falkenstein, Elena Cassin, Jean Bottéro, Jean Vercoutter, 1965.
- Band 3: Die altorientalischen Reiche II: Das Ende des 2. Jahrtausends, Hrsg.: Elena Cassin, Jean Bottéro, Jean Vercoutter, Autoren: Jaroslav Cerny, Moses I. Finley, Abraham Malamat, Heinrich Otten, Jean Yoyotte, Elena Cassin, 1966.
- Band 4: Die altorientalischen Reiche III: Die erste Hälfte des 1. Jahrtausends, Hrsg.: Elena Cassin, Jean Bottéro, Jean Vercoutter, Autoren: Werner Caskel, Otto Eißfeldt, Moses Finley, Philo H. J. Houwink ten Gate, Friedrich Karl Kienitz, René Labat, Hermann de Meulenaere, 1967.
- Band 5: Griechen und Perser. Die Mittelmeerwelt im Altertum I, Hrsg.: Hermann Bengtson, Autoren: Hermann Bengtson, Edda Bresciani, Werner Caskel, Maurice Meuleau, Morton Smith, 1965.
- Band 6: Der Hellenismus und der Aufstieg Roms. Die Mittelmeerwelt im Altertum II, Hrsg.: Pierre Grimal, Autoren: Hermann Bengtson, Philippe Derchain, Pierre Grimal, Maurice Meuleau, Morton Smith, 1965.
- Band 7: Der Aufbau des römischen Reiches: Die Mittelmeerwelt im Altertum III, Hrsg.: Pierre Grimal, Autoren: Dumitru Berciu, Richard N. Frye, Pierre Grimal, Georg Kossack, Tamara Talbot Rice, 1966.
- Band 8: Das römische Reich und seine Nachbarn: Die Mittelmeerwelt im Altertum IV, Hrsg.: Fergus Millar, Autoren: Dumitru Berciu, Richard N. Frye, Fergus Millar, Georg Kossack, Tamara Talbot Rice, 1966.
- Band 9: Die Verwandlung der Mittelmeerwelt, Hrsg. und Autor: Franz Georg Maier, 1968.
- Band 10: Das frühe Mittelalter, Hrsg. und Autor: Jan Dhondt, 1968.
- Band 11: Das Hochmittelalter, Hrsg. und Autor: Jacques Le Goff, 1965.
- Band 12: Die Grundlegung der modernen Welt: Spätmittelalter, Renaissance, Reformation, Hrsg. und Autoren: Ruggiero Romano, Alberto Tenenti, 1967.
- Band 13: Byzanz, Hrsg.: Franz Georg Maier, Autoren neben Maier: Hermann Beckedorf, Hans-Joachim Härtel, Winfried Hecht, Judith Herrin, Donald M. Nicol, 1973.
- Band 14: Der Islam I: Vom Ursprung bis zu den Anfängen des Osmanenreiches, Hrsg. und Autor: Claude Cahen, bearbeitet von Gerhard Endreß, 1968.
- Band 15: Der Islam II: Die islamischen Reiche nach dem Fall von Konstantinopel, Hrsg.: Gustav Edmund von Grunebaum, Autoren: Aziz Ahmad, Nikki Keddie, Afaf Lutfi al-Sayyid Marsot, Emanuel Sarkisyanz, Stanford J. Shaw, Peter von Sivers, Shannon Stack, 1971.
- Band 16: Zentralasien, Hrsg.: Gavin Hambly, Autoren neben Hambly: Alexandre Bennigsen, David Bivar, Hélène Carrère d’Encausse, Mahin Hajianpur, Alastair Lamb, Chantal Lemercier-Quelquejay, Richard Pierce, 1966.
- Band 17: Indien: Geschichte des Subkontinents von der Induskultur bis zum Beginn der englischen Herrschaft, Hrsg. und Autoren: Ainslie T. Embree, Friedrich Wilhelm, 1967.
- Band 18: Südostasien vor der Kolonialzeit, Hrsg. und Autor: John Villiers, 1965.
- Band 19: Das Chinesische Kaiserreich, Hrsg. und Autoren: Herbert Franke, Rolf Trauzettel, 1968.
- Band 20: Das Japanische Kaiserreich, Hrsg. und Autor: John Whitney Hall, 1968.
- Band 21: Altamerikanische Kulturen, Hrsg. und Autor: Laurette Séjourné 1971.
- Band 22: Süd- und Mittelamerika I: Die Indianerkulturen Altamerikas und die spanisch-portugiesische Kolonialherrschaft, Hrsg. und Autor: Richard Konetzke, 1965.
- Band 23: Süd- und Mittelamerika II: Von der Unabhängigkeit bis zur Krise der Gegenwart, Hrsg. und Autor: Gustavo Beyhaut, 1965.
- Band 24: Die Entstehung des frühneuzeitlichen Europa 1550–1648, Hrsg. und Autor: Richard van Dülmen, 1982, ISBN 3-596-60024-3.
- Band 25: Das Zeitalter des Absolutismus und der Aufklärung 1648–1779, Hrsg. und Autor: Günter Barudio, 1981.
- Band 26: Das Zeitalter der europäischen Revolution 1780–1848, Hrsg. und Autoren: Louis Bergeron, François Furet, Reinhart Koselleck, 1969.
- Band 27: Das bürgerliche Zeitalter, Hrsg. und Autoren: Patrick Verley, Jean-Pierre Daviet, Guy Palmade, 1974.
- Band 28: Das Zeitalter des Imperialismus, Hrsg. und Autor: Wolfgang J. Mommsen, 1969.
- Band 29: Die Kolonialreiche seit dem 18. Jahrhundert, Hrsg. und Autor: David Kenneth Fieldhouse, 1965.
- Band 30: Die Vereinigten Staaten von Amerika, Hrsg.: Willi Paul Adams, unter Mitarbeit von Dudley E. Baines, Robert A. Burchell, Rhodri Jeffreys-Jones, John R. Killick, Howard Temperley, Neil A. Wynn, 1977.
- Band 31: Rußland, Hrsg. und Autoren: Carsten Goehrke, Manfred Hellmann, Richard Lorenz, Peter Scheibert, 1973.
- Band 32: Afrika, Hrsg. und Autor: Pierre Bertaux, 1966.
- Band 33: Das moderne Asien, Hrsg.: Lucien Bianco, Autoren Lucien Bianco, Paul Akamatsu, Heinz Bechert, Georg Buddruss, Lê Thành Khôi, Jacques Robert, 1969.
- Band 34: Das Zwanzigste Jahrhundert I: Europa 1918–1945, Hrsg. und Autor: R. A. C. Parker, 1967.
- Band 35: Das Zwanzigste Jahrhundert II: Europa nach dem Zweiten Weltkrieg, Hrsg.: Wolfgang Benz, Hermann Graml, Autoren neben Benz und Graml: Klaus-Dietmar Henke, Wilfried Loth, Heiner Raulff,[2] Gert Robel,[3] Hans Woller, 1983.
- Band 36: Das Zwanzigste Jahrhundert III: Weltprobleme zwischen den Machtblöcken, Hrsg.: Wolfgang Benz, Hermann Graml, Autoren neben Benz und Graml: Rudolf von Albertini, Franz Ansprenger, Hans Walter Berg, Dan Diner, Jürgen Domes, Marie-Luise Näth, Imanuel Geiss, Erdmute Heller, 1981.

Die einzelnen Bände unterscheiden sich hinsichtlich Konzeption und Stil zum Teil sehr stark. Der Band 2 (Altorientalische Reiche I), herausgegeben von Elena Cassin, Jean Bottéro und Jean Vercoutter, ist beispielsweise sehr faktenreich und konzentriert in der Darstellung, so dass ein Handbuchcharakter erreicht wird, während Claude Cahen (Band 14: Islam I) Wert auf eine gut lesbare, mehr erzählende Überblicksdarstellung legt. Band 21 (Altamerikanische Kulturen) von Laurette Séjourné gibt sich sehr emanzipatorisch und nennt die weißen Eroberer „Wolfsrudel“ (S. 11); die Darstellung selbst beschreibt das Thema in seinen Einzelthemen, als einen Zustand. Richard Konetzke ist in seiner zeitnahen und ebenfalls synchronistisch konzipierten Darstellung (Band 22: Süd- und Mittelamerika I) viel zurückhaltender mit Kritik an den Weißen. Andere Bände hingegen beschreiben nicht nur vergangene Zustände, sondern auch und vor allem Entwicklungen in der Zeit, zum Beispiel Band 14 (siehe oben) oder Band 30 (Die Vereinigten Staaten von Amerika).

## Neue Fischer Weltgeschichte
Im September 2012 erschienen die ersten Bände einer als Nachfolgereihe konzipierten Neuen Fischer Weltgeschichte. Herausgeber sind die Historiker Jörg Fisch, Wilfried Nippel und Wolfgang Schwentker. Die Reihe ist auf 21 Bände ausgelegt, die im Gegensatz zum Vorläufer weitgehend von deutschen Autoren verfasst sind. Die Bände erscheinen nicht als Taschenbücher, sondern in gebundener Form und (zeitverzögert) als E-Book. Die Neue Fischer Weltgeschichte ist Jörg Fisch zufolge aus methodischen Gründen eher eine Globalgeschichte einzelner Räume und der Beziehung der Räume untereinander. Dabei sollten die Autoren Staat, Wirtschaft, Gesellschaft, Religion und Kultur berücksichtigen.
Folgende Bände umfasst die Neue Fischer Weltgeschichte:
- (Band 1: Vorderasien und Ägypten im Altertum)
- (Band 2: Die Mittelmeerwelt in der Antike)
- Band 3: Reinhold Kaiser: Die Mittelmeerwelt und Europa in der Spätantike und Frühmittelalter, 2014, ISBN 978-3-10-010823-4.
- (Band 4: Europa in Hoch- und Spätmittelalter)
- Band 5: Robert von Friedeburg: Europa in der frühen Neuzeit, 2012, ISBN 978-3-10-010623-0.
- Band 6: Willibald Steinmetz: Europa im 19. Jahrhundert. 2019, ISBN 978-3-10-010826-5.
- Band 7: Christoph Cornelißen: Europa im 20. Jahrhundert, 2020, ISBN 978-3-10-010827-2.
- (Band 8: Der Vordere Orient und Nordafrika vom 7. bis zum 15. Jahrhundert)
- Band 9: Gudrun Krämer: Der Vordere Orient und Nordafrika ab 1500, 2016, ISBN 978-3-10-010829-6.
- Band 10: Jürgen Paul: Zentralasien, 2012, ISBN 978-3-10-010840-1.
- Band 11: David Arnold: Südasien, 2012, ISBN 978-3-10-402411-0.
- Band 12: Henk Schulte Nordholt: Südostasien, 2018, ISBN 978-3-10-010842-5.
- Band 13: Dieter Kuhn: Ostasien bis 1800, 2014, ISBN 978-3-10-010843-2.
- (Band 14: Ostasien ab ca. 1800)
- Band 15: Hermann Mückler: Australien, Neuseeland, Ozeanien, 2020, ISBN 978-3-10-010845-6.
- Band 16: Antje Gunsenheimer, Ute Schüren: Amerika vor der europäischen Eroberung, 2016, ISBN 978-3-10-010846-3.
- (Band 17: Süd- und Mittelamerika ab ca. 1500)
- Band 18: Marcus Gräser: Nordamerika seit 1600, 2022, ISBN 978-3-10-010838-8.
- Band 19: Adam Jones: Afrika bis 1850, 2015, ISBN 978-3-10-010839-5.
- (Band 20: Afrika ab 1850)
- (Band 21: Die großen Themen der Weltgeschichte)